# Apocorophium curumim
Apocorophium curumim is een vlokreeftensoort uit de familie van de Corophiidae. De wetenschappelijke naam van de soort is voor het eerst geldig gepubliceerd in 2009 door Valério-Berardo & Thiago de Souza.